# مارتن هاو
مارتن هاو (بالإنجليزية: Martin How)‏ هو ملحن بريطاني، ولد في 1931.

## وصلات خارجية
- مارتن هاو على موقع ميوزك برينز (الإنجليزية)